# Brand New Car
«Brand New Car»—en español: «Auto flamante»— es una canción de la banda británica de rock The Rolling Stones, incluida como pista número 9 de su álbum Voodoo Lounge de 1994. Fue escrita por Mick Jagger y Keith Richards.
Jagger dijo sobre la canción: "«Brand New Car» pudo haber sido un registro realmente temprano de los Stones. Está en el molde de algo como Robert Johnson".
La canción fue grabada en los Sandymount Studios de Ron Wood en St. Kildare, Irelanda; en Windmill Lane Recording de Dublín, Irelanda; y en A&M Recording Studios, Los Ángeles, Estados Unidos. Las sesiones tuvieron lugar entre los meses de julio y agosto, noviembre y diciembre de 1993.

## Personal
Acreditados:
- Mick Jagger: voz, guitarra eléctrica, coros.
- Keith Richards: guitarra eléctrica, bajo, coros.
- Charlie Watts: batería.
- Chuck Leavell: piano.
- Lenny Castro: percusión.
- Luis Jardim: percusión.
- David McMurray: saxofón.
- Mark Isham: trompeta.
- Ivan Neville: coros.